# Jim Davis (Schauspieler)
Jim Davis (* 26. August 1909 in Edgerton, Platte County, Missouri; † 26. April 1981 in Northridge, Kalifornien; eigentlich Marlin Otho Davis) war ein US-amerikanischer Schauspieler. Nach einer langen Karriere, insbesondere in Westernfilmen und -serien, spielte er seine bekannteste Rolle von 1978 bis zu seinem Tod als Jock Ewing in der Serie Dallas.

## Leben
Davis’ Karriere im Showgeschäft begann in einem Zirkus. Als reisender Verkäufer landete er 1940 in Los Angeles, wo er nach und nach in der Filmbranche Fuß fasste und immer wieder kleinere Rollen bekam. Ein von ihm geplantes, zufällig wirkendes Treffen mit dem Casting Director von Metro-Goldwyn-Mayer führte zu einem Studiovertrag in Höhe von 200 Dollar in der Woche. Kurz darauf wurde er in den Zweiten Weltkrieg einberufen und diente in der United States Coast Guard.
Bald nach seiner Rückkehr nach Hollywood erhielt er seine erste bedeutende Hauptrolle als Filmpartner von Bette Davis in dem Melodram Winter Meeting (1948). Der Film war kein Erfolg und der Newcomer Jim Davis wurde viel kritisiert, wobei Bette Davis allerdings den überkomplizierten Regieanweisungen des Regisseurs Bretaigne Windust die Schuld gab. Seine Filmkarriere danach bestand hauptsächlich aus B-Filmen, darunter viele Western. Spielte er in aufwendiger produzierten Westernfilmen – wie beispielsweise unter Regie von Howard Hawks in The Big Sky – Der weite Himmel (1952), El Dorado (1966) und Rio Lobo (1970) –, so war er nur auf Nebenrollen an der Seite der eigentlichen Stars John Wayne, Kirk Douglas oder Robert Mitchum besetzt. In späteren Jahren konnte Davis hin und wieder als Charakterdarsteller auf sich aufmerksam machen, etwa in der Rolle eines amerikanischen Senators im Komplott-Thriller Zeuge einer Verschwörung (1974) von Warren Beatty.
Jim Davis war neben seiner Kinoarbeit ab den 1950er-Jahren in zahlreichen Fernsehserien zu sehen. Er hatte im Laufe seiner Karriere mindestens 200 Gastauftritte in Serien, wechselte immer wieder zwischen den „guten“ und den „bösen“ Rollen. Im Fernsehen kam er auch teilweise zu Hauptrollen: In Eisenbahndetektiv Matt Clark übernahm Davis von 1954 bis 1955 die Titelrolle, in der in Deutschland nie ausgestrahlten Serie Rescue 8 war er von 1958 bis 1960 als Leiter einer Feuerwehrstation zu sehen.
Einen späteren Popularitätszuwachs brachte Davis die Rolle des Familienpatriarchen Jock Ewing in der Fernsehserie Dallas, die er von 1978 bis zu seinem Tod 1981 spielte. Während der Dreharbeiten zu Staffel 4 wurde bei Davis ein multiples Myelom, eine Krebserkrankung des Knochenmarks, diagnostiziert, aber er setzte die Dreharbeiten fort, so lange er physisch dazu in der Lage war. In vielen Szenen dieser Staffel sah man Jim Davis sitzend, er trug offensichtlich eine Perücke, schaute und klang ermüdet. Eine Handlung innerhalb der Geschichte bezüglich des Takapa-Projekts und seiner Trennung von Miss Ellie wurde plötzlich beendet, und die Autoren ließen das Paar abreisen, um auf verlängerte zweite Flitterwochen zu gehen (ihre Abfahrt in einer Limousine war der letzte Auftritt von Davis in der Serie), da es bereits offensichtlich wurde, dass Davis die Arbeit nicht mehr fortsetzen konnte. Er starb schließlich an den Folgen seiner Krankheit noch während der Ausstrahlung der Staffel im Frühjahr 1981. Die Autoren trafen die Entscheidung, seinen Tod nicht sofort in die Handlung zu integrieren. Am Anfang wurden Pläne gemacht, ihn durch einen anderen Schauspieler zu ersetzen, diese wurden aber wegen der Popularität der Figur des Jock fallen gelassen. Seine Rolle wurde 13 Folgen lang nach seinem Tod innerhalb der Handlung am Leben erhalten, mit der Erklärung, dass er sich in Südamerika zu Ölbohrungen aufhalte. Die Folge Die Suche, die Jocks Tod durch einen Hubschrauberabsturz bestätigte, wurde am 8. Januar 1982 gesendet.
Davis war von den 1940er-Jahren bis zu seinem Tod mit Blanche Hammerer (1918–2009) verheiratet. Ein Schicksalsschlag traf ihn, als sein einziges Kind, Tochter Tara Diane (1953–1970), bei einem Autounfall im Alter von 16 Jahren starb. Jim Davis wurde auf dem Forest Lawn Memorial Park in Glendale bestattet. Davis hatte eine enge freundschaftliche Beziehung zu Dallas-Co-Star Victoria Principal (Pamela), da diese angeblich eine starke Ähnlichkeit mit seiner verstorbenen Tochter hatte. So trug er Fotos von ihr und seiner Tochter am Tag seines Begräbnisses in seiner Tasche. Für seinen Beitrag zur Fernsehbranche erhielt Jim Davis einen Stern auf dem Hollywood Walk of Fame, 6290 Hollywood-Boulevard.

## Filmografie (Auswahl)
- 1942: Cairo
- 1942: Tennessee Johnson
- 1942: Stand by for Action
- 1945: What Next, Corporal Hargrove?
- 1946: Gallant Bess
- 1947: The Romance of Rosy Ridge
- 1947: Brennende Grenze (The Fabulous Texan)
- 1947: Hoppla, hier kommt Merton! (Merton of the Movies)
- 1948: Winter Meeting
- 1949: Kopfpreis 5000 Dollar (Hellfire)
- 1949: Mit Pech und Schwefel (Brimstone)
- 1950: Terror über Colorado (The Savage Horde)
- 1950: Gangster von Chicago (Hi-Jacked)
- 1950: Die Todesschlucht von Arizona (The Cariboo Trail)
- 1950: Blutrache in Montana (The Showdown)
- 1950: In der Hölle von Missouri (California Passage)
- 1951: Apachenschlacht am schwarzen Berge (Oh! Susanna)
- 1951: Reiter gegen Sitting Bull (Cavalry Scout)
- 1951: Tödliche Pfeile (Little Big Horn)
- 1951: Der Seewolf von Barracuda (The Sea Hornet)
- 1951–1954: Fireside Theater (Fernsehserie, zehn Folgen)
- 1952: Die Rose von Cimarron (Rose of Cimarron)
- 1952: Faustrecht in Minnesota (Woman of the North Country)
- 1952: The Big Sky – Der weite Himmel (The Big Sky)
- 1952: Der Tiger von Utah (Ride the Man Down)
- 1953: Am Tode vorbei (Woman They Almost Lynched)
- 1953: Gefährtin seines Lebens (The President’s Lady)
- 1953–1969: Im Wilden Westen (Death Valley Days, Fernsehserie, zwölf Folgen)
- 1954: Kalifornische Sinfonie (Jubilee Trail)
- 1954: Brandmal der Rache (The Outcast)
- 1954: Die Hölle von Silver Rock (Hell’s Outpost)
- 1954–1955: Eisenbahndetektiv Matt Clark (Stories of the Century, Fernsehserie, 39 Folgen)
- 1955: Der Rächer vom Silbersee (Timberjack)
- 1955: Die Barrikaden von San Antone (The Last Command)
- 1955: Der letzte Indianer (The Vanishing American)
- 1955: Der Sheriff von Lincoln City (Last of the Desperados)
- 1956: Gefangene des Stroms (The Bottom of the Bottle)
- 1956: Der Teufel von Colorado (The Maverick Queen)
- 1957: Durango Kid, der Rächer (Duel at Apache Wells)
- 1957: Sheriff Brown räumt auf (The Badge of Marshal Brennan)
- 1957: Ein Kerl wie Dynamit (The Restless Breed)
- 1957: Last Stagecoach West (The Last Stagecoach West)
- 1957: Die Plünderer von Texas (Raiders of Old California)
- 1958: In Tombstone ist der Teufel los (Toughest Gun in Tombstone)
- 1958: Dezernat M (M Squad, Fernsehserie, Folge 1x35)
- 1958: Jim, der eiskalte Killer (A Lust to Kill)
- 1958–1960: Rescue 8 (Fernsehserie, 74 Folgen)
- 1959: Ein Schuß und 50 Tote (Alias Jesse James)
- 1959: Yancy Derringer (Fernsehserie, Folge 1x34)
- 1960: Morgen sollst Du sterben (Noose for a Gunman)
- 1960: Die glorreichen Sieben (The Magnificent Seven)
- 1960–1963: Am Fuß der blauen Berge (Laramie, Fernsehserie, vier Folgen)
- 1961: Der zweite Mann (The Deputy, Fernsehserie, Folge 2x21)
- 1961: Zwischen den Fronten (Frontier Uprising)
- 1961: Ein Mann gegen alle (The Gambler Wore a Gun)
- 1961–1968: Bonanza (Fernsehserie, drei Folgen)
- 1962: Lassie (Fernsehserie, Folge 9x02)
- 1962/1964: Perry Mason (Fernsehserie, zwei Folgen)
- 1962/1965: Tausend Meilen Staub (Rawhide, Fernsehserie, zwei Folgen)
- 1964: Iron Angel
- 1965: Ein Zebra in der Küche (Zebra in the Kitchen)
- 1965–1966: Geächtet (Branded, Fernsehserie, vier Folgen)
- 1966: Jesse James Meets Frankenstein’s Daughter
- 1966: El Dorado
- 1966–1969: Daniel Boone (Fernsehserie, vier Folgen)
- 1966–1974: Rauchende Colts (Gunsmoke, Fernsehserie, elf Folgen)
- 1967: Die gesetzlosen Drei (Fort Utah)
- 1968/1971: Die Leute von der Shiloh Ranch (The Virginian, Fernsehserie, zwei Folgen)
- 1969: Fünf blutige Gräber (Five Bloody Graves)
- 1970: High Chaparral (The High Chaparral, Fernsehserie, Folge 3x22)
- 1970: Monte Walsh
- 1970: Rio Lobo
- 1971: Big Jake
- 1971: Draculas Bluthochzeit mit Frankenstein (Dracula vs. Frankenstein)
- 1971: Die Verfolger (The Trackers, Fernsehfilm)
- 1971/1972: FBI (The F.B.I., Fernsehserie, zwei Folgen)
- 1972: Sein letzter Ritt (The Honkers)
- 1972: In schlechter Gesellschaft (Bad Company)
- 1973: Cannon (Fernsehserie, Folge 2x21)
- 1973: Ein Kamel im Wilden Westen (One Little Indian)
- 1973: Kung Fu (Fernsehserie, zwei Folgen)
- 1973/1974: Die Straßen von San Francisco (The Streets of San Francisco, Fernsehserie, zwei Folgen)
- 1974: Die Cowboys (The Cowboys, Fernsehserie, zwölf Folgen)
- 1974: Zeuge einer Verschwörung (The Parallax View)
- 1977: Die Chorknaben (The Choirboys)
- 1978: Der Weg nach Oregon (The Oregon Trail, Fernsehserie, Folge 1x11)
- 1978: Project U.F.O. (Fernsehserie, Folge 1x02)
- 1978: Eine Farm in Montana (Comes a Horseman)
- 1978–1981: Dallas (Fernsehserie, 75 Folgen)
- 1979: Invasion aus dem Weltall (The Day Time Ended)
- 1981: Don’t Look Back: The Story of Leroy ‘Satchel’ Paige (Fernsehfilm)